# Medicina romana
(Iscrizione sulla tomba di Euelpisto, ILS, 9441)
La medicina romana si connette alla medicina di altri popoli latini e alla medicina magica etrusca: si narra in scritti di Eschilo e Teofrasto che i figli della Maga Circe, esperta in farmaci, divennero Principi etruschi esperti nell'arte della madre; Esiodo parla della grande rinomanza dei medici etruschi attenti all'igiene per esempio, attraverso le opere di canalizzazione ritenute importanti per l'agricoltura ma anche per l'eliminazione delle acque putride fonti d'infezioni.

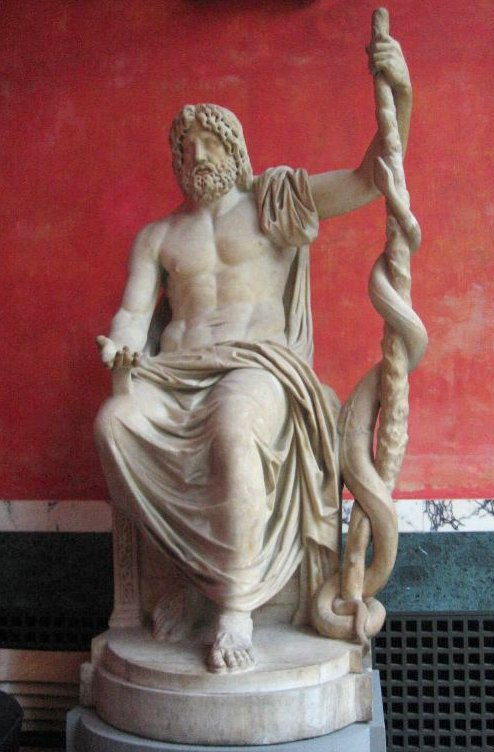
Statua di Asclepio con il suo bastone.

## La cura greca

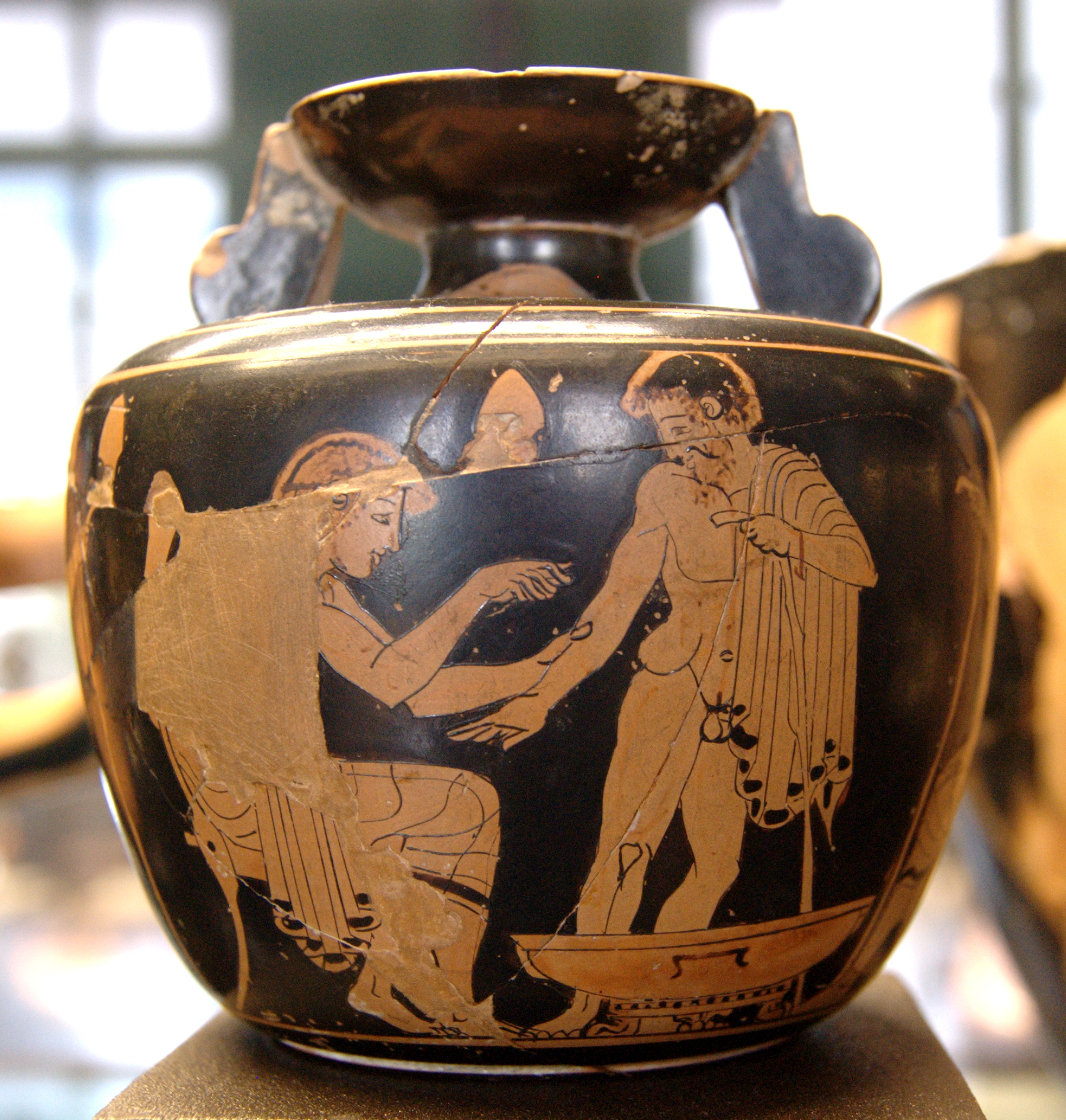
Medico greco pratica un salasso (vaso attico del 480–470 a.C.)

Secondo quanto attesta Plinio: il primo "medico" greco, proveniente dal Peloponneso, giunse a Roma nel 219 a.C.: si trattava di un certo Archagatos che fu così ben accolto al punto che lo si fornì di un ambulatorio a spese dello stato. Tuttavia costui era molto disinvolto nel «bruciare e tagliare» le carni di coloro che si rivolgevano a lui per essere guariti, tanto che gli fu presto affibbiato il soprannome di carnifex (boia, macellaio).
Plinio evidentemente non era molto ben disposto nei confronti di questi personaggi che vantavano la capacità di guarire con metodi disinvolti e brutali i malati. Il giudizio di Plinio era condiviso dal tradizionalista Marco Porcio Catone che addirittura sospettava che vi fosse una sorta di congiura dei greci che, per vendicarsi della conquista romana, avevano inviato a Roma questi macellai «per uccidere tutti i barbari con la loro medicina»; anzi per non essere sospettati, aggiungeva Catone, e per confermare il loro valore di guaritori, questi nemici dell'ingenuo popolo romano si facevano pagare lautamente.

## Lamedicina domestica
I medici greci comunque continuarono ad arrivare trovando nei romani nuovi e numerosi clienti, mentre persisté a lungo per Catone, custode della tradizione antica, e per quelli che la pensavano come lui, la sfiducia  nei confronti di questa raffinata medicina orientale che sostituiva  la tradizionale medicina domestica: la genuina medicina romana amministrata dal pater familias che aveva come fulcro della terapia il vino, l'olio e la lana. Fra tutti i rimedi quello per curare ogni tipo di malattia, secondo Catone, il migliore era il cavolo che ha virtù terapeutiche eccezionali come cataplasma ed irrigazioni e fa passare subito il raffreddore. Anche la stessa urina di chi ha mangiato cavoli ha capacità terapeutiche.
Quando il cavolo risultava poco efficace, sosteneva Catone, in altri casi si poteva ricorrere alla magia come per sanare le lussazioni: forniti di una canna verde, si reciti la formula motas uaeta daries dardaries, asiadarides una te pes e si canti ogni giorno haut haut istasis tarsis ardannabon  fino a quando si guarirà.
In effetti per Catone la malattia doveva essere considerata una prova che il vero uomo doveva riuscire a superare con le sue forze, con i rimedi offerti dalla natura e con gli insegnamenti di quegli antichi che avevano forgiato il cittadino romano.

## I medici greci
Nonostante la sfiducia dei tradizionalisti i medici greci o forestieri si affermarono in Roma tanto che sia Cesare sia Augusto concessero loro il diritto di cittadinanza e vietarono che potessero essere rimandati ai loro luoghi d'origine
I medici, per lo più schiavi o liberti che pretendevano un onorario per le loro cure, cosa che destava scandalo presso gli aristocratici tradizionalisti, erano considerati come utili artigiani, tanto che molti signori istruivano alla medicina gli schiavi più dotati per tenerli presso di loro come medici personali o di famiglia  servendosene, come permetteva la legge, anche dopo la loro liberazione

## La formazione medica
«Prima era medico, Diaulo, ora fa

il becchino, ricompone i cadaveri

sul letto, come quand'era

medico»

(Marziale, I, 47)

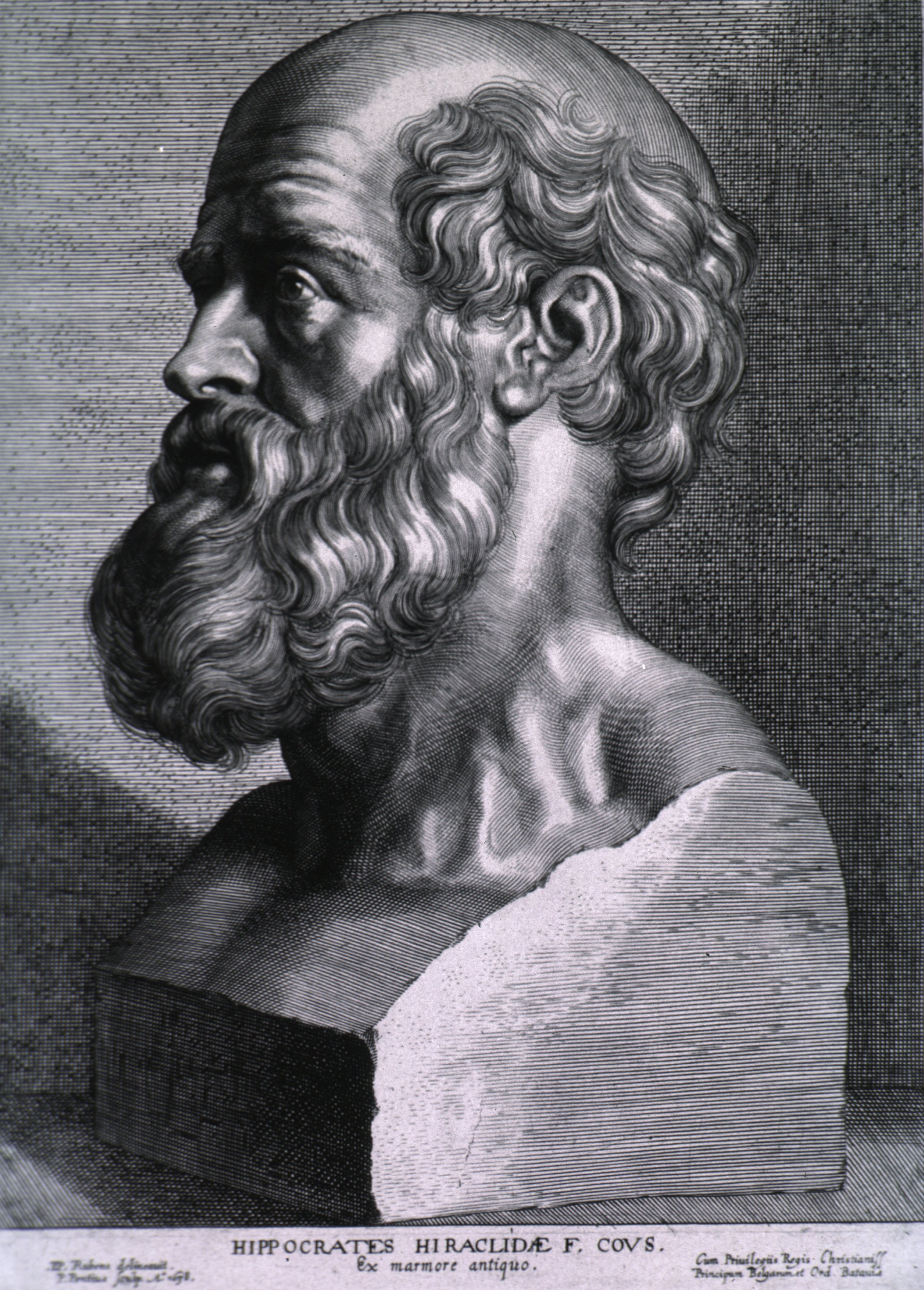
Ippocrate, Peter Paul Rubens, 1638

Una vera e propria formazione all'arte della medicina non esisteva in Roma. Chiunque poteva dichiararsi medico e senza nessuna cognizione teorica o esperienza pratica aprire un ambulatorio.
Galeno, nel II secolo, nota come molti dei suoi presunti colleghi non sappiano neppure leggere mentre il medico Tessalo, vissuto durante il governo di Nerone, pretende di formare alla medicina in meno di sei mesi.
L'esercizio della professione era remunerativo e molti, del tutto inesperti, come ciabattini e tessitori, diventavano da un giorno all'altro medici o meglio lo diventavano facendo esperienza sulla pelle dei loro pazienti 
(Plinio, Naturalis Historia, XXIX, 18)

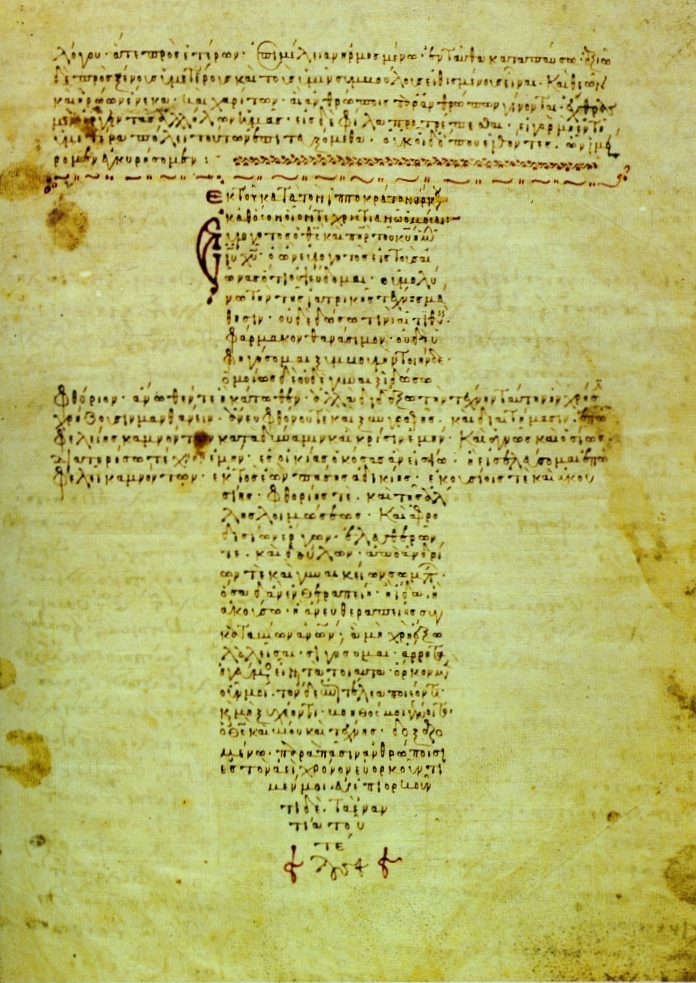
Un manoscritto bizantino del XII secolo recante il Giuramento di Ippocrate in forma di croce

In realtà qualcuno dei medici più ignoranti e letali fu sottoposto a processo ma ve ne erano anche di quelli che, oltre ad attenersi alle norme etiche e professionali del giuramento di Ippocrate, avevano una seria preparazione scientifica, basata sulle opere di Ippocrate di Coo e di altri medici (V, IV secolo a.C.), su i testi di Galeno da Pergamo (II secolo), sulle opere di Sorano sulle malattie ginecologiche (I-II secolo), su gli scritti di farmacologia di Dioscoride (I secolo), su gli otto libri del De medicina di Celso (14 a.C. circa–37 circa).

De medicina

In effetti molto valeva l'esperienza nella cura delle malattie che il serio aspirante alla professione iniziava ad avere come praticante nell'ambulatorio di un medico e come accompagnatore nelle visite domiciliari. L'aspirante dottore  di solito faceva anche parte della schiera di assistenti del medico affermato che infastidivano lo scorbutico Marziale
«Ero malato, ma tu, con cento 

allievi, ti sei precipitato da me,

o Simmaco. Con cento mani gelate

di tramontana mi hanno toccato, 

non avevo febbre ma ora

o Simmaco, lo so.»

(Marziale, V, 9)

## Lataberna medica
Quello che noi oggi chiamiamo lo studio del medico nell'antica Roma non si distingueva dalle altre botteghe presenti nel foro che gli archeologi sono in grado di identificare solo per i reperti di strumenti medici ivi ritrovati.
L'arredamento era piuttosto semplice: cassapanche e cassette per gli strumenti medici, le medicine, teli e bende, anfore con acqua, olio e vino, due sedie e sgabelli e spesso anche un lettino. Nella completa mancanza di ospedali civili, vicino all'ambulatorio vi era una specie di lazzaretto per la degenza e l'osservazione dei pazienti operati.

## Le terapie

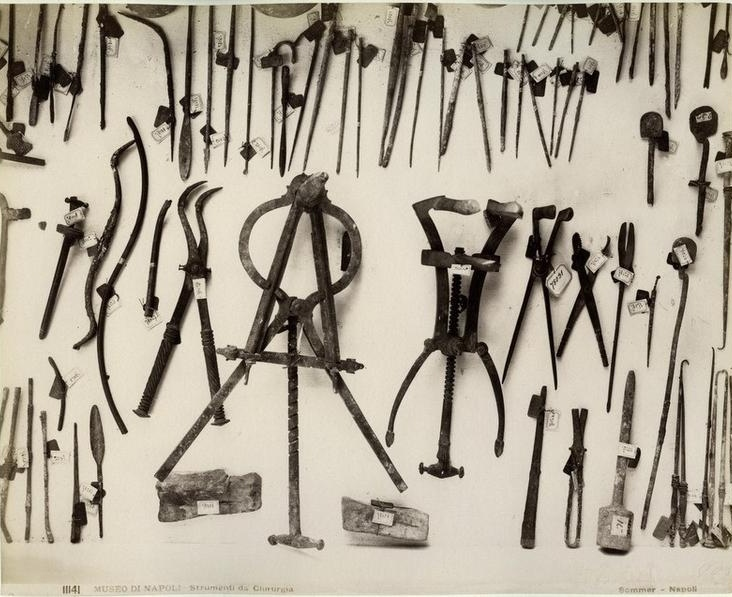
Strumenti chirurgici romani trovati a Pompei

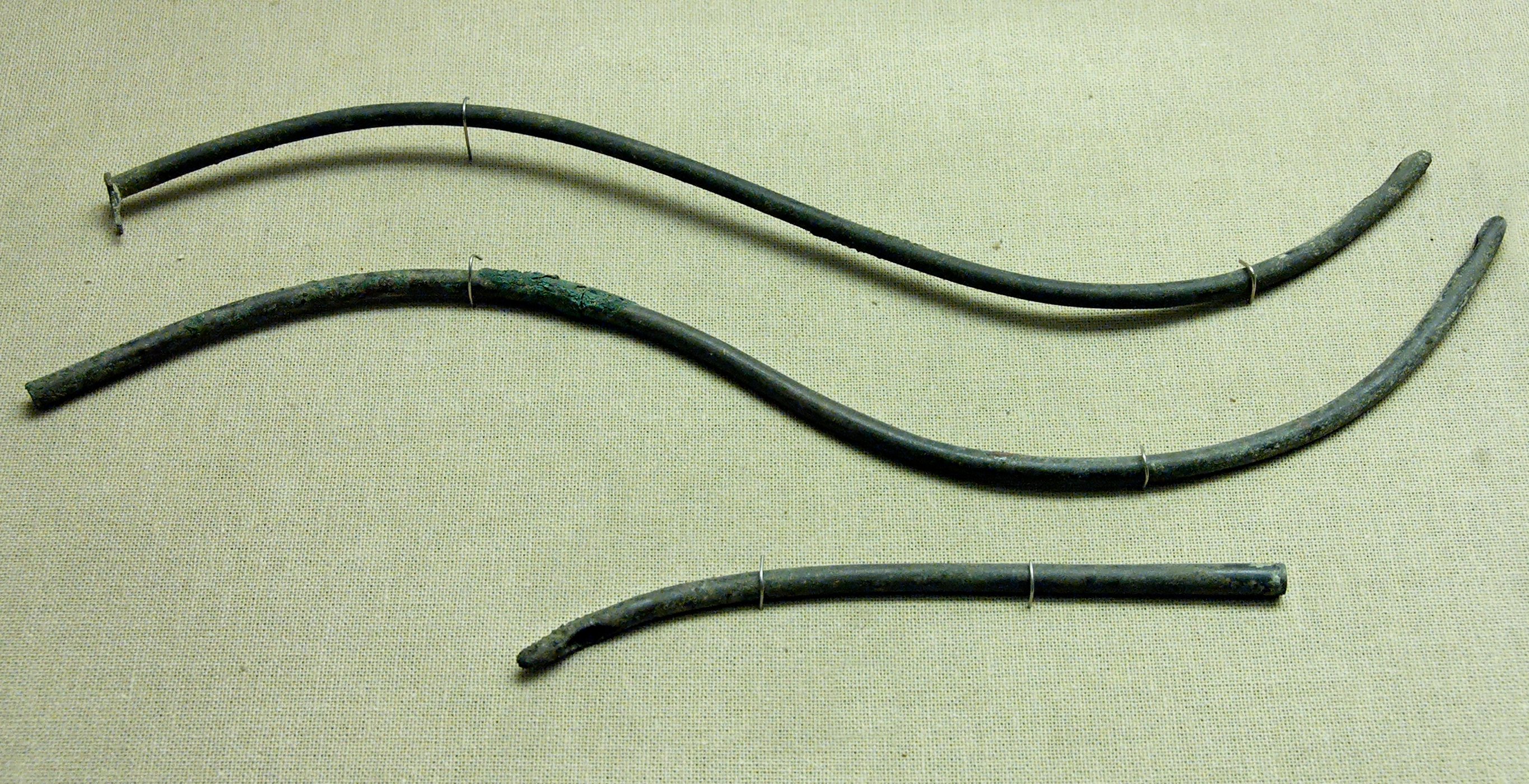
Cateteri romani in bronzo.

Le operazioni chirurgiche avvenivano di solito con il malato più o meno narcotizzato e che doveva esser tenuto fermo dagli assistenti dei chirurghi romani che non esitavano a «tagliare e bruciare», come riferisce Seneca, per averli visti all'opera, equiparando a crolli e incendi «le carneficine dei medici quando operano le ossa o infilano le mani nelle profondità degli intestini»
Il salasso era una sorta di panacea per molte malattie e pur essendovi una farmacopea abbastanza sviluppata nella Roma antica non esisteva la professione del farmacista: il medico preferiva confezionarsi da solo i farmaci da adoperare badando bene a dar loro un profumo o un colore piacevole

## La ricchezza dei medici
I medici più noti ed apprezzati raggiungevano dei redditi annui molto elevati sino a parecchie migliaia di sesterzi giungendo ad accumulare patrimoni milionari ottenuti anche con il "regalo d'onore", da cui il termine "onorario", con cui i malati più ricchi risanati usavano premiare il medico competente con del denaro in sovrappiù di quello richiesto.
Alcuni invece, per avidità si comportavano in modo difforme dall'etica della professione prolungando costose cure per una malattia già sanata oppure pretendendo somme ingenti per una medicina di poco prezzo. o addirittura portando a morte un paziente che avesse incluso il proprio medico nel suo testamento:
(Publilio Syro, M, 24)

## I medici specialisti
Il medico nell'antica Roma era di solito un professionista "generico" che non aveva una precisa specializzazione, con l'eccezione di alcune grandi città dove esercitavano rari medici specialisti che divengono più numerosi a partire dal I secolo in tre settori della medicina: la chirurgia (chirurgus), l'oculistica (ocularius) e l'otorinolaringoiatria (auricularius). Alcuni come un tale Decimio Eros Merula di Assisi aveva una doppia specializzazione in chirurgia e oculistica e per questo motivo, come attesta un'iscrizione sul suo sepolcro, accumulò tanto denaro da lasciare il comune erede di una grossa donazione.

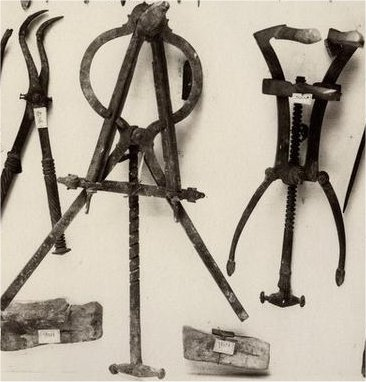
Divaricatori per ispezioni anali e vaginali. In basso i "pestelli dell'oculista"

Uno specialista molto attivo nell'antichità era l'oculista, il che fa supporre una diffusione delle malattie collegate agli occhi come attestano i frequenti, circa 300, ritrovamenti archeologici nelle regioni occidentali dell'Impero, del cosiddetto "pestello dell'oculista", consistente in una piccola piastra di pietra, di circa 5 centimetri di lato, su cui erano scritti il nome del medico e il principio attivo della medicina con le relative indicazioni. Il pestello veniva adoperato come un mortaio per realizzare unguenti particolari che venivano essiccati ed usati come colliri (panini) come "la pomata di Onesto Lautino contro vecchie cicatrici" (Honesti Lautini diamisus ad veter[es] cica[trices])
La letteratura medica dell'epoca è ricca di trattati dedicati alla ginecologia ma non vi sono prove, ad eccezione di una fonte (cfr. Sorano, III, pr.), che attestino la professione di ginecologi come medici specializzati. Nei parti aveva maggiore importanza la funzione dell'ostetrica mentre il medico svolgeva un'azione di sostegno nei casi difficili. È probabile che i pochi medici donna di cui abbiamo testimonianze fossero specializzate proprio in ginecologia dove ci si avvaleva di strumenti abbastanza evoluti come lo speculum vaginale.
Poiché, come per il medico generico, anche per lo specialista non esisteva alcuna formazione o autorizzazione pubblica, non mancavano ciarlatani che con poca spesa si inventavano strane specializzazioni come quella per rimuovere i marchi a fuoco di ex schiavi, per la bruciatura di ciglia o per le fratture o come quegli specialisti delle malattie della pelle che affluirono numerosi dall'Egitto, per arricchirsi con le loro prestazioni ai romani colpiti da un'epidemia di lebbra.
L'odontoiatria non costituiva una specializzazione particolare molto diffusa  ma era in genere esercitata dai chirurghi che la praticavano, in assenza di anestetici efficaci, in modo molto doloroso per i malcapitati. Inoltre le conoscenze del tempo permettevano di applicare protesi dentali e di sostituire denti cariati con altri di avorio o metalli.

## La medicina pubblica romana

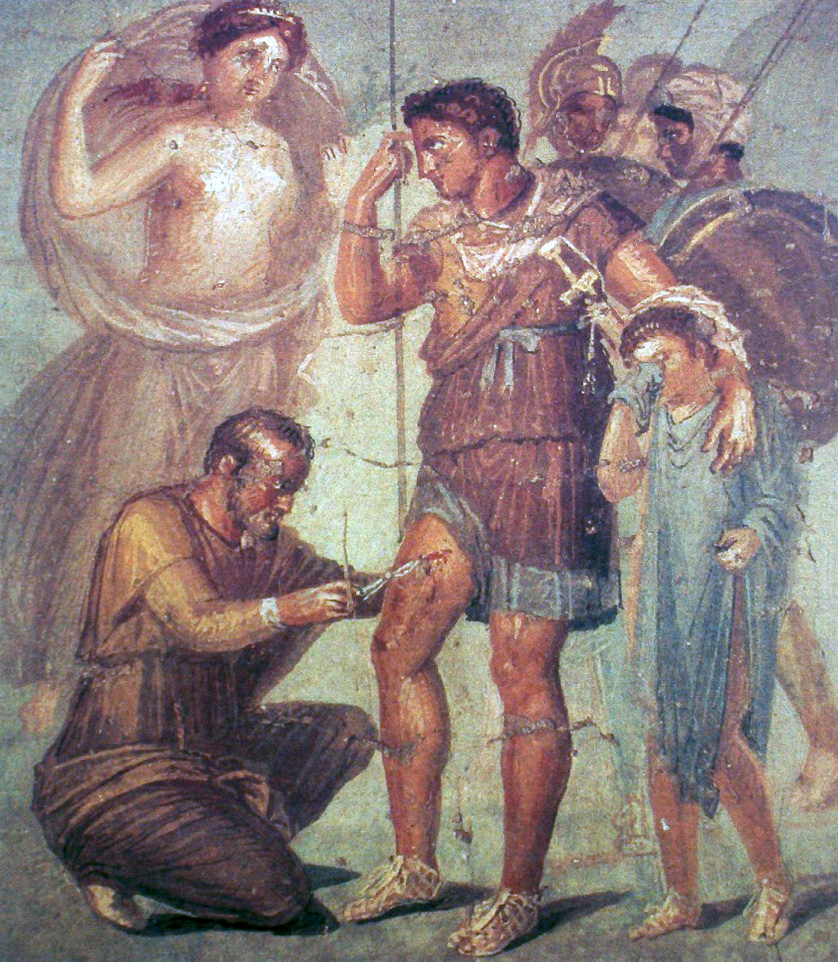
Pittura romana: intervento chirurgico su un soldato. Da una pittura murale di Pompei.

Come i greci, i romani utilizzarono vari rituali religiosi per la guarigione, perché credevano all'origine soprannaturale di molte malattie ma, a differenza della società greca che riteneva che la salute fosse un fatto privato e personale, il governo romano tutelò e incoraggiò il miglioramento della sanità pubblica. Inoltre, accanto a una medicina privata, Roma aveva istituito una comunità di servizi igienici e sanitari con lo scopo di prevenire le malattie attraverso il miglioramento delle condizioni di salute con la costruzione di acquedotti per portare acqua in città, di bagni pubblici e di reti delle acque reflue.
Roma diviene maestra di igiene sociale nel mondo: gli acquedotti, le terme, l'ordinamento dei parchi, la sorveglianza igienica sugli alimenti, le cloache e le leggi sanitarie a difesa della salute pubblica sono, attraverso le scuole, conosciute e rinomate in tutto l'impero; nel III secolo tutto l'insegnamento è riordinato, la medicina greca è applicata, codificata perfettamente, con evoluzione nelle regole igieniche.
La classe medica ha una posizione importante nella società e nello stato, la medicina legale è importantissima nel complesso delle leggi e lo stato affida al medico la cura e la responsabilità della salute del cittadino.

## Gli ospedali

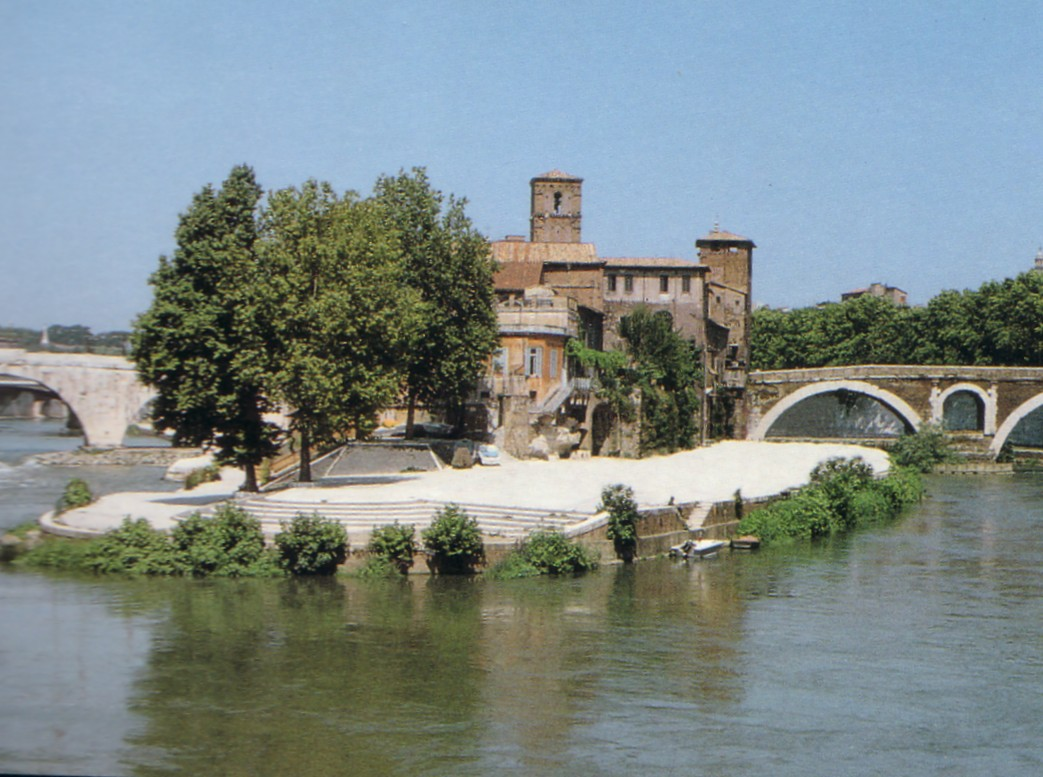
L'attuale Ospedale Fatebenefratelli sull'isola Tiberina

Ai romani è stata attribuita l'istituzione degli ospedali pubblici rintracciandone il primo nell'isola Tiberina dove fu eretto nel 293 a.C. un tempio dedicato ad Esculapio. Tavolette ex voto sono state ritrovate nel letto del Tevere che testimoniano come vi si recassero in pellegrinaggio coloro che avevano chiesto l'intercessione del dio per ottenerne la guarigione. In realtà non si trattava di un vero e proprio ospedale dove fossero fornite cure continue agli ammalati ma di una sorta di lazzaretto dove venivano lasciati gli schiavi ammalati che i padroni non intendevano curare.  Non vi sono prove che vi fosse una qualche organizzazione per la cura dei malati che molto probabilmente venivano colà portati e abbandonati alla loro sorte. Si sa che l'imperatore Claudio intervenne per metter fine a questa consuetudine disponendo che se lo schiavo abbandonato fosse guarito poteva considerarsi libero.
Lazzaretti simili vi erano anche nei latifondi dove venivano allestiti ricoveri (valetudinarium) per curare quei braccianti che accusassero una qualche malattia qualora se ne accertasse la veridicità..
L'amministratore del fondo  s'incaricava di fare «aerare ogni tanto i valetudinaria, anche se momentaneamente vuoti, e di tenerli sempre puliti, cosicché in ogni caso di bisogno gli ammalati li trovino sempre in ordine». Si trattava di una sorta di infermeria con stanze per i malati allettati che di solito si trovava oltre che nei poderi anche nelle case di ricchi proprietari.

## La medicina militare

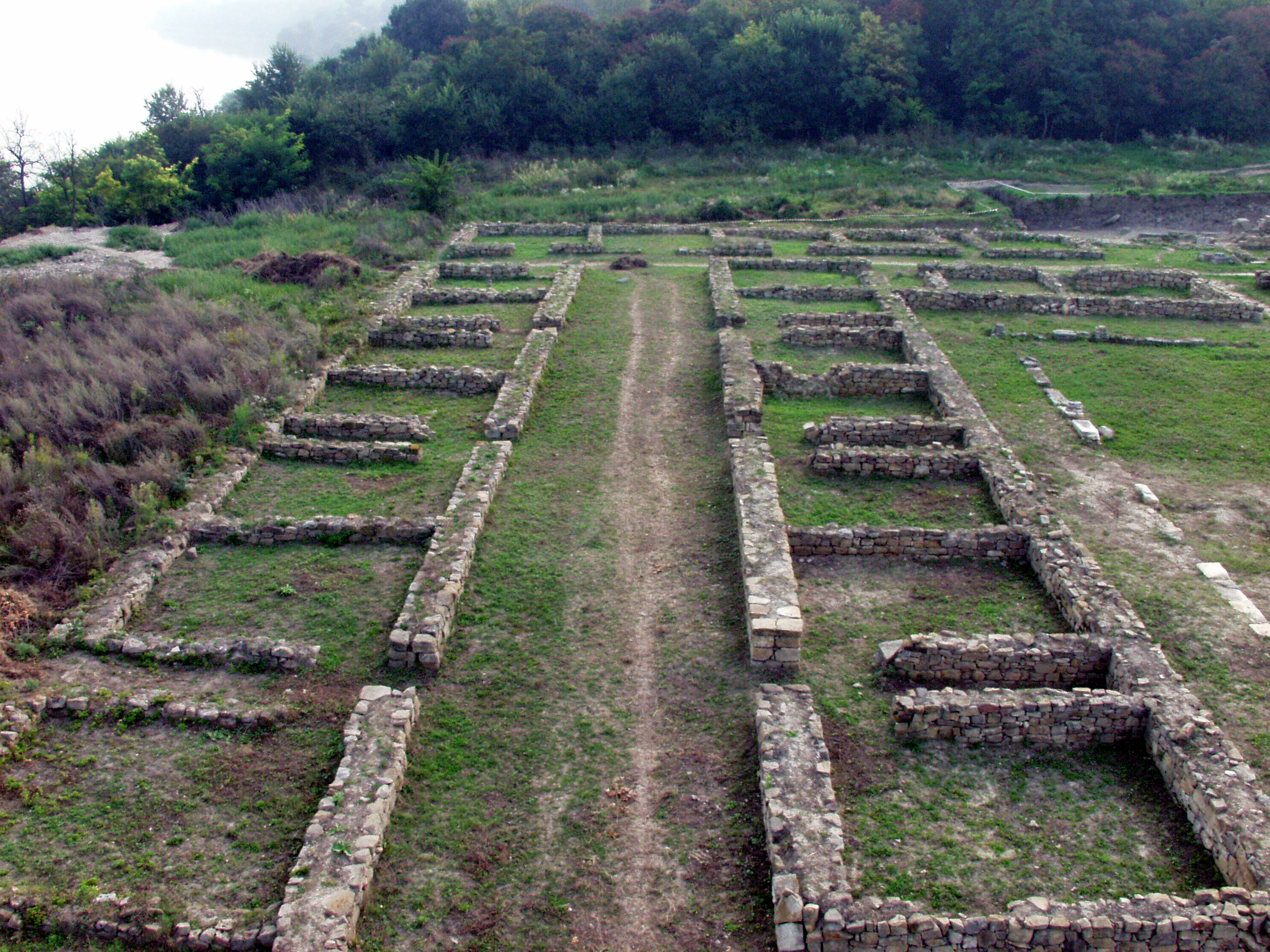
Tipica struttura di un valetudinarium militare nella fortezza legionaria di Novae nella Mesia inferiore.

Sappiamo molto poco riguardo alla medicina militare nell'età repubblicana. Gli autori che ne testimoniano prima di Augusto, come Tito Livio, raccontano che i feriti nelle battaglie venivano portati nei villaggi nei pressi delle zone di conflitto, per essere curati.
Con la riforma dell'esercito di Augusto vennero introdotti i medici militari che avevano ricevuto, al contrario di quelli civili, una specifica formazione. I medici militari vengono arruolati come gli altri soldati e rimangono in servizio per circa 16 anni presso i valetudinaria, qualcosa di molto simile ai moderni ospedali.
Negli accampamenti era quasi sempre presente una grande infermeria i cui resti sono stati trovati in diverse città-accampamento con a capo il  "medicus castrensis", esentato da ogni altro servizio, assistito da capsarii (infermieri guardarobieri), frictores (massaggiatori), unguentari , curatores operis (addetti al servizio farmaceutico), optiones valetudinarii (addetti al vitto e all'amministrazione).
La cavalleria possedeva propri medici (medici alarum) così come nella marina vi erano i medici triremis. Vi era anche una gradazione dei medici militari in medicus legionaris di grado superiore al medicus coorti, ed infine il medicus ordinarii che aveva il grado corrispondente a quello di centurione, ma senza un comando effettivo sui soldati.

## Decadenza della medicina romana

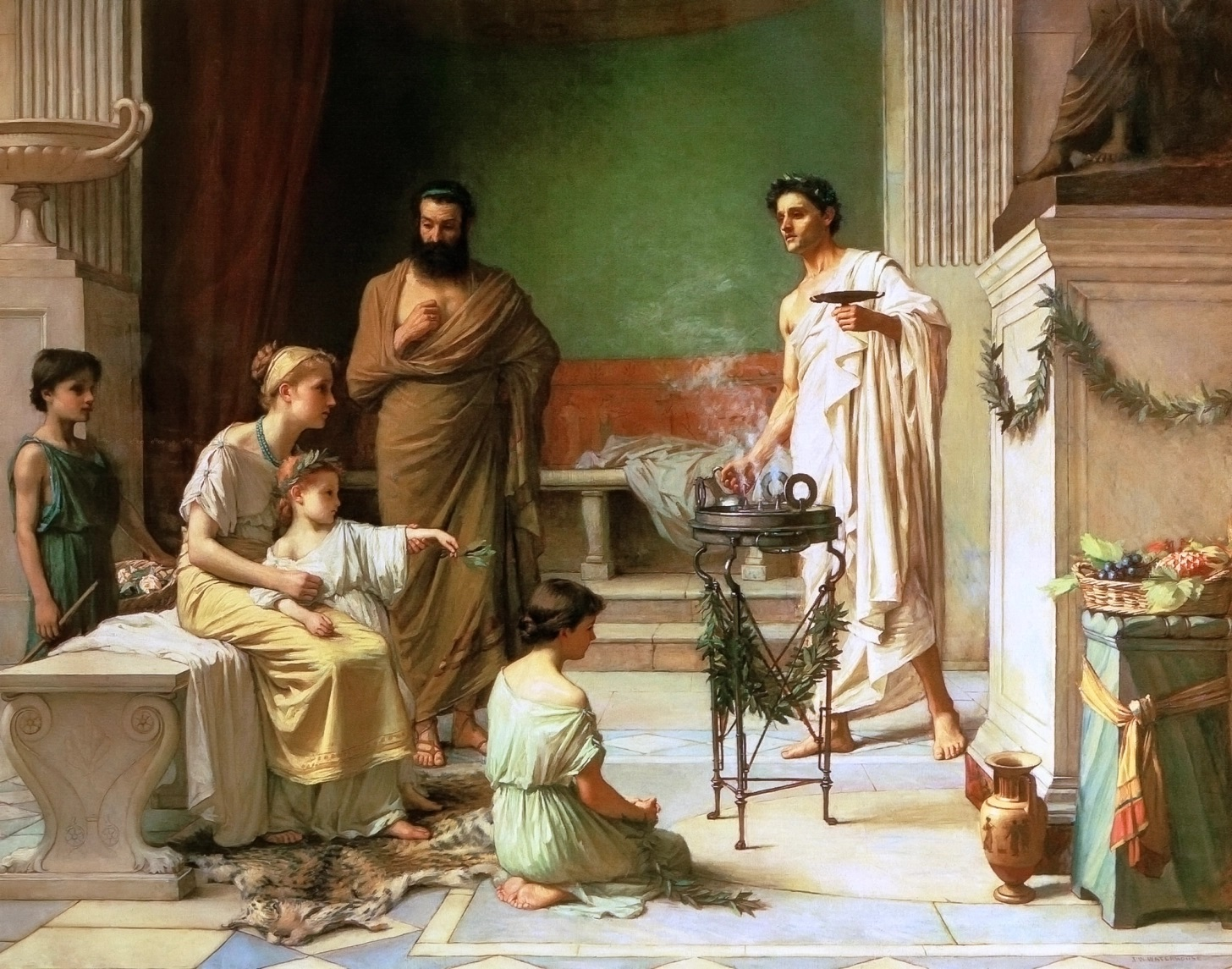
Il tempio di Esculapio-salvatore da un dipinto di John William Waterhouse.

Con la caduta dell'impero romano decade anche la medicina romana, insieme ad altre branche della scienza e della tecnica: il Medioevo si delinea con le sue grandi epidemie e pestilenze e centinaia di migliaia di vittime. Con il sorgere del Cristianesimo, il culto di Esculapio-salvatore, è sostituito dal Cristo, medico dell'anima e del corpo: il Vangelo si rivolge agli ammalati e si parla di guarigione come di divino intervento. La medicina religioso-cristiana combatte le formule magiche e promuove le preghiere, l'imposizione delle mani e le unzioni con olio santo e studi e ricerche scientifiche vengono considerati inutili. L'influsso delle correnti mistiche orientali incontra questa medicina religiosa e si fonde in una medicina popolare che ricorre al culto di santi guaritori (antico e non dimenticato concetto) che, con il tempo e con l'influsso bizantino, si trasformerà in medicina conventuale che, specie con l'uso delle erbe medicinali e la riscoperta degli antichi testi medici, segnerà l'inizio di una nuova scienza medica.